# Habershonia areopagitica
Habershonia areopagitica là một loài bướm đêm trong họ Noctuidae.